# Nagy Marcell (operatőr)
Nagy Marcell (Budapest, 1991. április 21. –) magyar operatőr, színész, fotográfus.

## Életpályája
1991-ben született a fővárosban. 2003–2009 között a Baár–Madas Református Gimnázium tanulója volt. Évekig járt Földessy Margit drámastúdiójába. 12 évesen megkapta Köves Gyuri szerepét a Sorstalanság című Koltai Lajos által rendezett filmben. Érettségi után színészetet szeretett volna tanulni, de nem vették fel a színművészeti főiskolára. 2009–2011 között a Moholy-Nagy Művészeti Egyetemen fotográfiát tanult, a képzést azonban nem fejezte be. 2010–2017 között a Színház- és Filmművészeti Egyetem hallgatója volt, ahol előbb kameraman, majd filmoperatőr diplomát szerzett.
Felesége Bernát Bianka modell. Kislányuk Anka.

## Fontosabb szerepei
- A Pál utcai fiúk (olasz–magyar filmdráma, 2003) ...Kolnai
- Sorstalanság (magyar filmdráma, 134 perc, 2005) ...Köves Gyuri
- Tüskevár (magyar családi film, 99 perc, 2012) ...Tutajos
- 1945 (magyar dráma, 2017) ...Hermann Sámuel fia

## Operatőri munkái
- Mindig csak (magyar kisjátékfilm, 2015)
- Játszótársak (magyar kisjátékfilm, 2014)
- Idegen föld (magyar kisjátékfilm, 2013)
- Homunculus (kísérleti film, 3 perc, 2012)